# Bayogoula
Els bayogoula eren una tribu d'amerindis de Mississipi i Louisiana als Estats Units. Llur nom es podria traduir com "poble del bayou". Formaven part dels pobles muskogee. Els houma els atacaren pel 1699-1700. Vivien amb una altra tribu, els mougoulacha, en 1700. A començaments del segle xviii els bayagoula mataren molts mougoulacha, gairebé exterminaren la tribu sencera. Això va desencadenar una baralla entre els caps de les dues tribus. La tribu tonica es va traslladar a la comunitat poc després. En 1706 els tonica emboscaren els bayagoula i gairebé els van matar a tots. Pel 1721, la resta de la tribu havia patit considerables morts per verola. Es creu que els bayogoula restants es van traslladar a l'àrea de l'actual parròquia d'Ascension de Louisiana, i possiblement es barrejaren en la comunitat dels houma i acolapissa que vivien allí.